# Assisi
Assisi (asˈsiːzi (latin: Asisium) är en italiensk stad och kommun i provinsen Perugia i regionen Umbrien, på en bergshöjd i Apenninernas sluttningar, cirka 20 kilometer sydöst om Perugia. Kommunen hade 28 314 invånare (2018). Den gränsar bland annat till Bastia Umbra.
Här tros den romerske elegikern Sextus Propertius ha haft sitt föräldrahem och vuxit upp i förkristen tid. Här föddes och levde långt senare även den helige Franciscus, grundaren av Franciskanorden i staden 1208, liksom Sankta Klara (Chiara d'Offreducci), grundaren av Sankta Klaras orden. 1800-talets Sankt Gabriele av den Smärtorika Modern, ett helgon inom Romersk-katolska kyrkan föddes också i Assisi. 
I Assisi finns Sankt Franciskus basilika som år 2000 tillsammans med andra franciskanerplatser i Assisi sattes upp på Unescos världsarvslista.

## Externa länkar

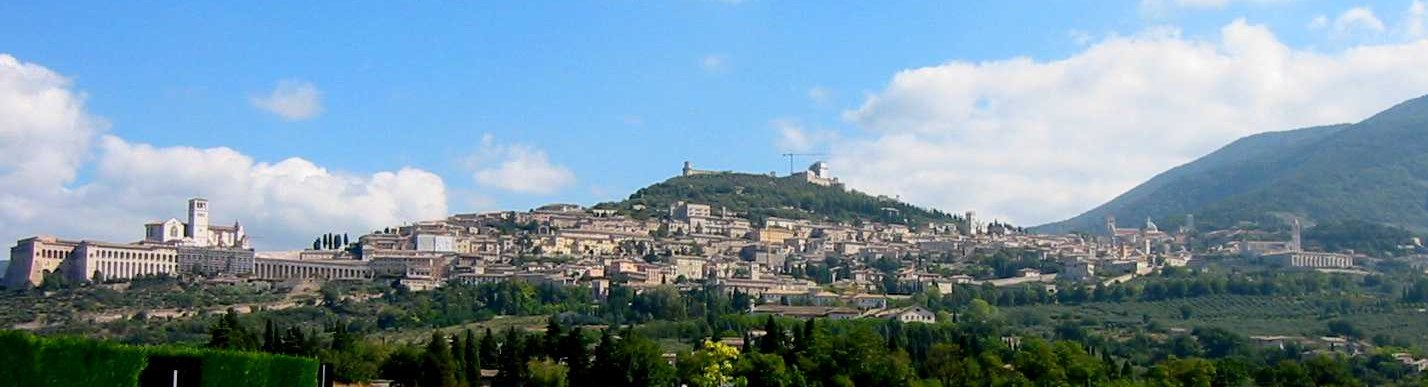
Panorama över Assisi. Till vänster syns Franciskanordens moderkloster med den stora basilikan.